# Meioneta decorata
Meioneta decorata är en spindelart som beskrevs av Chamberlin och Ivie 1944. Meioneta decorata ingår i släktet Meioneta och familjen täckvävarspindlar. Inga underarter finns listade i Catalogue of Life.